# Референдум на Аландских островах (1994)
Референдум на Аландских островах (1994) — официальный референдум среди населения Аландских островов, прошедший 20 ноября 1994 года по вопросу вхождения архипелага в Европейский союз. Несмотря на то, что в материковой части Финляндии референдум за вхождение в ЕС прошёл 16 октября, на архипелаге, согласно автономному статусу островов, состоялся свой собственный опрос общественного мнения. За членство в Европейском союзе проголосовали 73,64 % пришедших на референдум.

## Результаты голосования
| Результаты                         | Голосов | в %   |
| ---------------------------------- | ------- | ----- |
| «За»                               | 6456    | 73,64 |
| «Против»                           | 2311    | 26,36 |
| Недействительных                   |         | -     |
| Всего                              | 8767    | 100   |
| Зарегистрированные избиратели/явка | 18 090  | 49,10 |
| Источник: Direct Democracy         |         |       |